# L'Invaincu
Pour les articles homonymes, voir L'Invaincu (homonymie).
Série Trilogie d'Apu
La Complainte du sentier
(1955) Le Monde d'Apu
(1959)
Pour plus de détails, voir Fiche technique et Distribution.
L'Invaincu (Aparajito) est un film indien réalisé par Satyajit Ray, en 1956, Lion d'or à Venise en 1957. C'est le second volet de la trilogie d'Apu, adapté de la dernière partie du roman Pather Panchali de l'auteur bengali Bibhutibhushan Bandopadhyay, et de la première partie de sa suite Aparajito. Il est centré sur la vie d'Apu de l'enfance au lycée et à l'université.

## Synopsis
Le film commence avec l'installation de la famille d'Apu dans un appartement proche des ghâts à Bénarès, où Apu se fait rapidement de nouveaux amis. Tandis que Sarbajaya (la mère d'Apu) reste à la maison, Harihar (son père) travaille comme prêtre. Toutefois, pour Divâlî, Harihar est cloué au lit par la fièvre et Apu est envoyé auprès de lui pour le réconforter. Ignorant le conseil de sa femme, il part pour les ghâts le lendemain, chute sur les marches en rentrant à la maison, et meurt quelques jours plus tard.
Comme Harihar n'est désormais plus là pour protéger la famille, Sarbajaya trouve de l'embauche comme domestique pour avoir un revenu et faire vivre la famille. Sarbajaya et Apu sont incités par un parent à retourner dans leur village. Une fois qu'ils sont établis dans un village nommé Mansapota, Apu demande à sa mère de payer pour qu'il puisse aller à l'école, où il apprend studieusement.
Petit à petit se dessine la possibilité de faire sa scolarité à Calcutta. Sarbajaya, bien qu'impressionnée par ces bons résultats, n'arrive pas à se résoudre à laisser partir son fils. Elle finit par céder, bien qu'avec réticence, et l'aide à préparer son départ. À partir de ce moment, le film devient de plus en plus poignant, à mesure que Ray porte à l'écran un conflit sans fin entre les ambitions d'un jeune homme et une mère aimante.
Après l'école, Apu doit travailler le soir dans une imprimerie pour subvenir à ses besoins. Sarbajaya est en mal de nouvelles et de visites de son fils, mais ce dernier ne peut aller la voir que rarement, et se sent déplacé à Mansapota. Sarbajaya tombe sérieusement malade, mais refuse d'avertir Apu. Quand il apprend la vérité, il part aussitôt pour Mansapota, où il arrive trop tard : il est désormais orphelin. Rejetant l'offre d'un parent de rester et de devenir un prêtre brahmane, il décide de repartir à Calcutta, et accomplit les derniers rites pour sa mère là-bas.

## Analyse
Le film traite de la relation complexe entre une mère et son fils. Il se déroule dans le cadre de la ville de Calcutta. Le réalisateur saisit les valeurs profondes et sincères des rapports mère-fils; elle vit intensément les étapes de sa vie, et Apu ne se rend pas compte de la solitude dans laquelle il l'enferme jusqu'à sa maladie et sa mort.

## Fiche technique
- Titre : L'Invaincu
- Titre original : Aparajito
- Réalisation : Satyajit Ray
- Scénario : Satyajit Ray d'après le roman de Bibhutibhushan Bandopadhyay
- Production : Satyajit Ray
- Musique : Ravi Shankar
- Photographie : Subrata Mitra
- Son : Durgadas Mitra
- Montage : Dulal Dutta
- Décors : Bansi Chandragupta
- Format : Noir et blanc - 35 mm - 1,37:1 - Mono
- Durée : 110 minutes
- Langue : Bengali
- Pays d'origine :  Inde
- Budget :
- Dates de sortie : 
  - Inde : 11 octobre 1956
  - Italie : septembre 1957 à la Mostra de Venise

## Distribution
- Kanu Banerjee : Harihar Ray
- Karuna Bannerjee : Sarbajaya Ray
- Pinaki Sengupta : Apurba « Apu » Ray (jeune)
- Smaran Ghosal : Apurba « Apu » Ray (adolescent)
- Santi Gupta : Ginnima
- Ramani Sengupta : Bhabataran, l'oncle de Sarbajaya
- Ranibala : Teliginni
- Sudipta Roy : Nirupama
- Ajay Mitra : Anil
- Charuprakash Ghosh : Nanda
- Subodh Ganguli : le directeur
- Mani Srimani : l'inspecteur
- Hemanta Chatterjee : le professeur
- Kali Bannerjee : Kathak
- Kalicharan Roy : Akhil, propriétaire de la presse
- Kamala Adhikari : Mokshada
- Lalchand Banerjee : Lahiri
- K.S. Pandey : Pandey
- Meenakshi Devi : la femme de Pandey
- Anil Mukherjee : Abinash
- Harendrakumar Chakravarti : le docteur
- Bhaganu Palwan : Palwan

## Distinctions
- Lion d'or et prix FIPRESCI à la Mostra de Venise 1957
- Meilleur réalisateur au festival international du film de San Francisco en 1958
- Nomination pour le meilleur film de toute Source et la Meilleure actrice étrangère au BAFTA en 1959
- Meilleur film non européen au Bodil Awards en 1967